# Tz'utujil
El tz'utujil és un idioma maia parlada pels tz'utujils, una ètnia que viu a alguns municipis del sud del departament de Sololá i del nord de Suchitepéquez. Hi ha almenys quatre variants dialectals importants: la de Santiago Atitlán, la de San Pedro la Laguna, la de San Lucas Tolimán i la de Chicacao.
El tz'utujil és força proper als seus veïns, kaqtxikel i quitxé. El cens oficial de 2002 dona una xifra de 63.237 parlants. Segons Ethnologue hi a dos dialectes tz'utijil, l'oriental (50.000 parlants en 1998) i occidental (34.000 parlants en 1990).
La majoria de tz'utujils tenen l'espanyol com a segona llengua, encara que molts dels ancians i els habitants de les zones aïllades són monolíngües. Molts infants no aprenn espanyol fins que van a l'escola a partir dels 5 anys. Cap al 2012 la llibreria comunitària Rija'tzuul Na'ooj a San Juan La Laguna elabora històries per a infants en tz'utujil i llibres bilingües per a infants.

## Fonologia
En les següents taules cadascun dels fonemes del tz'utujil està representat pel caràcter. o conjunt de caràcters, que s'indiquen en l'ortografia estàndard desenvolupada per l'Academia de Lenguas Mayas de Guatemala (ALMG). Si fos diferent, el símbol corresponent en l'Alfabet Fonètic Internacional apareix entre parèntesis.

### Vocals
L'idioma tz'utujil té cinc vocals curtes i cinc vocals allargades.
| Curta | Allargada |                                        |
| ----- | --------- | -------------------------------------- |
| i     | ii        | vocal anterior tacada no arrodonida    |
| e     | ee        | vocal central no arrodonida            |
| a     | aa        | vocal central oberta no arrodonida     |
| u     | uu        | vocal posterior tancada arrodonida     |
| o     | oo        | vocal semiposterior tancada arrodonida |

### Consonants
En tz'utujil, de la mateixa manera que en altres llengües maies, no es distingeix oclusives i africades sonores i sordes, sinó que es distingeix oclusives i africades normals i glotitzades. Les oclusives i africades normals (tècnicament "pulmonar egresiva") en general no són sonores i s'aspiren en els extrems de les paraules i no s'aspiren en altres llocs. Les oclusives i africades glotalitzades solen ser ejectives en el cas de k' , ch' , i tz'  i implosives en el cas de b' , t' , i q' .
|            | Bilabial | Bilabial | Alveolar | Alveolar  | Palatal | Palatal   | Velar  | Velar  | Uvular | Uvular | Glotal |  |
| normal     | glotal   | normal   | glotal   | normal    | glotal  | normal    | glotal | normal | glotal | normal |        |  |
| ---------- | -------- | -------- | -------- | --------- | ------- | --------- | ------ | ------ | ------ | ------ | ------ |  |
| Oclusives  | p        | b' [ɓ]   | t        | t' [ɗ]    |         |           | k      | k'     | q      | q' [ʠ] | ' [ʔ]  |  |
| Africades  |          |          | tz [ts]  | tz' [tsʼ] | ch [tʃ] | ch' [tʃʼ] |        |        |        |        |        |  |
| Fricatives |          |          | s        | s         | x [ʃ]   | x [ʃ]     |        |        | j [χ]  | j [χ]  |        |  |
| Nasals     | m        | m        | n        | n         |         |           |        |        |        |        |        |  |
| Líquides   |          |          | l r      | l r       |         |           |        |        |        |        |        |  |
| Semivocals |          |          |          |           | y [j]   | y [j]     | w      | w      |        |        |        |  |